# Hancornia speciosa

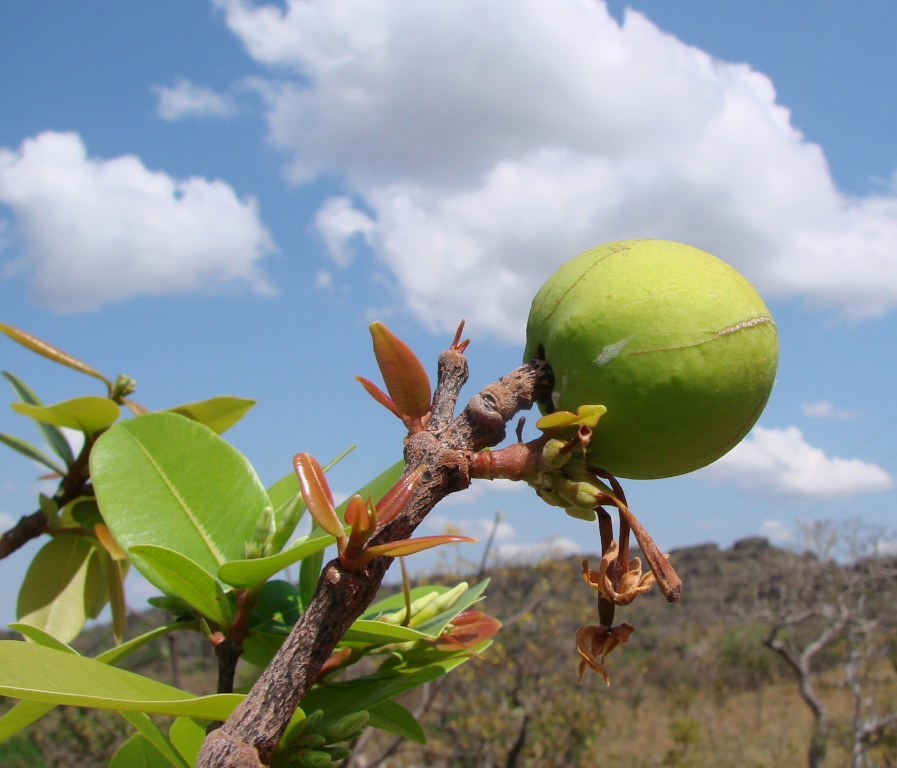
Unreife Frucht

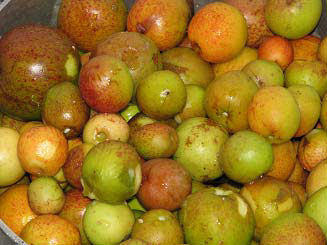
Früchte

Hancornia speciosa ist eine Pflanzenart in der Familie der Hundsgiftgewächse aus der Unterfamilie der Rauvolfioideae aus Paraguay, Bolivien, Peru und Brasilien. Es ist die einzige Art der Gattung Hancornia. Sie ist bekannt als Mangaba oder Mangabeira. Der Gattungsname Hanconia ehrt den englischen Seefahrer Phillip Hancorn, der Ende des 18. bis Anfang des 19. Jahrhunderts lebte.

## Beschreibung
Hancornia speciosa wächst als laubabwerfender Strauch oder kleiner Baum bis etwa 5–7 Meter oder mehr hoch. Der Stammdurchmesser erreicht 25–30 Zentimeter. Die Borke ist bräunlich bis gräulich und leicht schuppig bis im Alter dick und grob würfelrissig. Die Art führt einen Milchsaft.
Die einfachen, kurz gestielten und ledrigen, festen, meist kahlen bis leicht behaarten Laubblätter sind gegenständig. Der kurze Blattstiel ist bis 1,5 Zentimeter lang. Die Blätter sind ganzrandig und eiförmig, -lanzettlich bis verkehrt-eiförmig, -eilanzettlich oder elliptisch sowie an der Spitze spitz bis zugespitzt oder bespitzt, seltener eingebuchtet. Sie sind bis 6–11 Zentimeter lang und bis 3–5,5 Zentimeter breit. Die Nervatur ist fein gefiedert mit vielen Seitenadern. Es können zwischen den Blattstielen wie auch am Kelch kleine Kolleteren (Leimdrüsen) vorhanden sein. Die Nebenblätter fehlen.
Es werden endständige und einfache dichasiale Blütenstände mit 3–7 Blüten gebildet. Die grünlich-weißen bis -gelblichen, kurz gestielten, fünfzähligen und duftenden, zwittrigen Blüten besitzen eine doppelte Blütenhülle. Der becherförmige und oft kahle Kelch ist sehr klein, mit kurzen, bis 2,5–3 Millimeter langen, dreieckigen Zipfeln. Die Krone ist stieltellerförmig verwachsen, mit einer langen, schmalen, bis etwa 3–3,5 Zentimeter langen, im oberen Teil leicht geweiteten Kronröhre. Die eiförmigen bis -lanzettlichen, etwa 1–1,2 Zentimeter langen, außen teils feinhaarigen 5 Kronzipfel sind dachig. Die kurzen, freien und eingeschlossenen 5 Staubblätter sind im oberen, geweiteten Teil der Kronröhre angeheftet. Der einkammerige, meist kahle Fruchtknoten ist oberständig mit einem kurzen Griffel mit zylindrischem Narbenkopf (Clavuncula). Es sind Nektarien vorhanden.
Es werden etwa 3,5–5,5 Zentimeter große, rundliche, gelbe oder grünlich-gelbe und mehr oder weniger rötlich gesprenkelte, mehrsamige, glatte Beeren mit dünner Schale gebildet. Die rundlichen und flachen, etwa 8–20 oder mehr, bräunlichen Samen sind etwa 7–10 Millimeter groß.

## Verwendung
Die süß-sauren Früchte mit cremigem Fruchtfleisch sind essbar, sie müssen Vollreif sein, sonst sind sie noch bitter und enthalten Milchsaft. Oder sie werden noch grün, noch nicht ganz reif geerntet und müssen dann nachreifen. Sie werden roh oder gekocht verwendet, in Teilen Brasiliens werden sie als Marmelade geschätzt.
Der Milchsaft bzw. der Gummi oder Kautschuk (Mangabeira-Gummi, -Kautschuk) der Pflanze wurde früher, Ende des 19. bis Anfang des 20. Jahrhunderts genutzt. Allerdings ist die Qualität schlechter als beim heute handelsüblichen Kautschuk vom Kautschukbaum. Allerdings ist der Proteingehalt niedriger, was den Kautschuk für antiallergische Anwendungen interessant macht.
Das weiche, leichte und nicht beständige Holz wird nur wenig genutzt.